# 27879 Shibata
27879 Shibata (1996 CZ2) là một tiểu hành tinh vành đai chính được phát hiện ngày 15 tháng 2 năm 1996 bởi T. Okuni ở Nanyo.